# Épisodes de L'Instit
 (janvier 2014).
Si vous disposez d'ouvrages ou d'articles de référence ou si vous connaissez des sites web de qualité traitant du thème abordé ici, merci de compléter l'article en donnant les références utiles à sa vérifiabilité et en les liant à la section « Notes et références ».
Cet article présente le guide des épisodes de la série télévisée franco-suisse L'Instit.

## Liste des épisodes
Chaque épisode, après son passage à la télévision, a été commercialisé en DVD en kiosque ou par abonnement par les éditions Hachette collections accompagné d'un livret de 12 pages présentant l'intrigue et son contexte. En couverture, 3 accroches résument le thème et le lieu du film. Ce sont ces éléments qui sont repris ci-dessous pour chaque épisode dans la rubrique Thèmes. Apparemment, cette édition en DVD s'est arrêtée à l'épisode 41.

### Saison 1 (1993)

#### Épisode 1:Les Chiens et les loups
- Thèmes :
  - Racisme et exclusion, des problèmes d'aujourd'hui
  - La Drôme, un décor de rêve

- France : 17 février 1993 sur France 2

- Roger Souza : Emile Moustiers
- Jean-Louis Tribes : Manu Fontana
- Fred Personne : Pascal Bonaffé
- Benoît Magimel : Félix
- Boris Roatta : Paulo
- Odile Cohen : la mère de Jacquot
- Julie-Anne Roth : Lila

Victor Novak ancien juge pour enfant, a fait une reconversion dans le métier d'instituteur ; il sillonne la France et parfois même au-delà pour effectuer des remplacements. Durant ce temps, il va faire en sorte de résoudre les problèmes auxquels sont confrontés les enfants et leurs parents.

#### Épisode 2:Le Mot de passe
- Thèmes :
  - Le handicap, un enjeu pour l'école
  - La Bourgogne, une terre de caractère

- France : 24 mars 1993 sur France 2

- Olivia Brunaux : Christine Lelouct
- Raphaël Dufour : Thomas Lelouct
- Jean-Marie Winling : Bernard Chevalier
- Jean-Luc Buquet : Chaumont
- André Rouyer : Sarlat
- Claire Prévost : Fabienne

#### Épisode 3:Concerto pour Guillaume
- Thèmes :
  - Le décès brutal d'un parent
  - La maltraitance, un drame de l'enfance
  - L'Amitié entre enfants

- Gérard Klein (Victor Novak)
- Robinson Stévenin (Guillaume)
- Didier Sauvegrain (Loïc)
- Dominique Rousseau (Eliane)
- Ginette Garcin (Donatienne)
- Isabelle Nanty (Une autre enseignante)
- Gilles Janeyrand (Jean-Baptiste)

### Saison 2 (1994)

#### Épisode 4:Tu m'avais promis
- Thèmes :
  - Le chômage, un thème d'actualité
  - Face à l'adversité, une famille unie

- Catherine Aymerie : Maria Alanis
- Victor Moati : Mathieu Alanis
- Isabelle Renauld : Christine Broussard
- Pascale Roberts : Dora
- Lionnel Astier : le cuisinier
- Charles Schneider : le directeur de l'usine
- Romain Deroo : Xavier Boussard

#### Épisode 5:Une seconde chance
- Thèmes :
  - L'élément perturbateur, un inconnu dans la ville
  - L'amour d'un père, pour tout reconstruire

- Luc Thuillier : Gilles Jouanet
- Laura Martel : Sandrine Loisel
- Victor Garrivier : M. Loisel
- Dora Doll : Mme Loisel

#### Épisode 6:Samson l'innocent
- Thèmes :
  - Un échange scolaire, à la rencontre d'un autre pays
  - Samson, un bouc-émissaire
  - L'acceptation de la différence

- Nicolas Rossier (Samson)
- Baptiste Guye (Willy)
- Anne-Laure Grondin (Nathalie)
- David Fässler (Franz)

### Saison 3 (1994-1995)

#### Épisode 7:Vanessa, la petite dormeuse
- Thèmes :
  - Novak face à des ados, difficiles et perdus
  - Le travail des enfants
  - L'échec scolaire

- Silvie Jacob (Vanessa)

#### Épisode 8:Le Crime de Valentin
- Thèmes :
  - Suspects et coupables, le passé ressurgit
  - La classe nature, la ville découvre la campagne
  - La reconstruction familiale face aux soupçons de la société

- André Julien : Valentin
- Ervan Kawczinski : Sam
- Marie Verseux : Clémence
- Clément Van Den Bergh : Gégé
- Jean-François Dérec : Lebars
- Françoise Michaud : Isabelle

#### Épisode 9:Aimer par cœur
- Thèmes :
  - La maladie, un choc pour tous
  - Briser les tabous, des parents démunis
  - Les préjugés face à une maladie encore inconnue

- Laurence Masliah (Marie)
- Vincent Winterhalter (Pierre)
- Vincent Goury (Alain)

#### Épisode 10:L'Angélus du corbeau
- Thèmes :
  - Souvenirs de guerre, la mémoire au secours du présent
  - Des âmes blessées, rétablir la vérité pour oublier la honte
  - Le poids des rumeurs et de la haine

- Laura Favali : Lise
- Marc Betton : Corbier
- François Levantal : Chastaings
- Pierre Fiot : Nino

#### Épisode 11:Le Boulard
- Thèmes :
  - Le « petit nouveau », silences et dérobades
  - Sans-abri, garder sa dignité
  - Les liens familiaux face à la pauvreté

- Emmanuel Bilodeau : Patrick Lafontaine
- Gabriel Duschesneau-Polhuder : Yohan
- Linda Sorgini : Régine
- Muriel Dutil : Aline
- Mirianne Brulé : Charlotte
- France Castel : Alouette
- Carl Colin : Sylvain

#### Épisode 12:D'une rive à l'autre
- Thèmes :
  - La guerre des clans, rupins contre zupins
  - Liens du cœur entre frère et sœurs d'adoption
  - A la recherche de ses racines

- Lara Guirao : Agnès
- Erwan Baynaud : Rémi
- Eloi Casals : Marco
- Olivier Cruveiller : Manu

### Saison 4 (1996-1998)

#### Épisode 13:Le Réveil
- Thèmes :
  - La mémoire traumatisée, fuir la réalité
  - Enfants à l'hôpital, à la fois forts et fragiles
  - Le lac Léman, Thonon sur la rive française

- Nicolas Scellier : Martin
- Pascale Rocard : Corinne
- Roger Miremont : Peltier

#### Épisode 14:La Révélation
- Thèmes :
  - L'inné et l'acquis; qui sommes nous ?
  - Adoption, comment dire la vérité
  - Le poids des secrets de famille

- Thibault Dupin : Olivier
- Matthieu Lamoureux : Thierry
- Laetitia Pezard : Charlotte

#### Épisode 15:Demain dès l'aube
- Thèmes :
  - Destins croisés, le miroir se brise
  - Drame de la route, délit de fuite
  - La perte d'une maman
  - Adolescente et future maman

- Pierrick Lemaire : Arthur
- Fanny Valette : Clara
- Catherine Wilkening : Catherine
- Marc Duret : Marc

#### Épisode 16:Méchante
- Thèmes 
  - Inceste, le poids du secret
  - Le silence du confident
  - La famille détruite

- Julien Fréoa : Pablo
- Eulalie Sgiaravello : Cécile

#### Épisode 17:Frères de sang
- Thèmes :
  - Jeux d'enfants : entre cruauté et courage
  - Familles recomposées, le sang et le cœur
  - Faire partie d'une bande envers et contre tout

- Axel Moine : Thomas
- Yoann Denaive : Jérôme
- Philippe Lefebvre : Walter

#### Épisode 18:L'une ou l'autre
- Thèmes :
  - La gemellité : relation fusionnelle et quête d'identité
  - Sœurs jumelles : rivales et meilleures amies
  - Premiers émois, premier chagrin

- Christine Citti : Paule Thiriet
- Xavier Rothmann : Louis
- Aline Lebeau : Marie
- Émilie Lebeau : Claire

#### Épisode 19:Le Rêve du tigre
- Thèmes :
  - Saut d'obstacles, les défis de la vie
  - Métissage, combattre les préjugés
  - Belgique, l'union fait la force

- Désiré Zinga : Moussa
- Tommy Onraedt : Marco
- Thibault Hercod : Julien
- Jessica Chysels : Danka

#### Épisode 20:Le Chemin des étoiles
- Thèmes :
  - Réinsertion, une liberté fragile
  - Histoires de famille, refuser la fatalité
  - Saint-Michel-l'Observatoire, le ciel vu de la terre

- Kevin Goffette : Fred
- Antoine Cousin-Mazure : Jérémie
- Myriam Boyer : Thérèse

#### Épisode 21:Touche pas à mon école
- Thèmes :
  - Secret de famille, quand le silence ronge
  - Campagnes en péril, les écoles en sursis
  - Franche-Comté, le Jura dolois

- Julian Gutierrez : Olivier
- Romain Legrand : Damien

### Saison 5 (1998 - 2000)

#### Épisode 22:Menteur
- Thèmes :
  - Héritage, lourde responsabilité
  - Chômage, une plaie ouverte
  - Haute-Garonne, du textile au rugby

- Jim Redler : Aymeric Lachesnay
- Ruben Benichou : Mathias
- Sophie Mounicot : Mme Lachesnay

#### Épisode 23:Le Bouc émissaire
- Thèmes :
  - Repères brouillés, une famille à réinventer
  - Homoparentalité, un sujet tabou
  - La Belgique, trois régions fédérées

- Pierre Kreitmann : Kellian
- Serge Dupire : 	Stéphane
- Nadia Fossier : Nathalie
- Franck Gourlat : Vincent
- Éric Poulain : David
- Alexis Litvine : Éric

#### Épisode 24:Le Trésor de l'anse du bout
- Thèmes :
  - Mémoire et avenir, une alliance nécessaire
  - Les ravages de l'esclavage, hier, mais pas seulement
  - La Martinique, une identité complexe

- Adrien Margiotta : Raphaël
- Mélissa Germe : Laetitia
- Vanille Attié : Carole

#### Épisode 25:À quoi ça sert d'apprendre?
- Thèmes :
  - Apprendre, de l'obligation au plaisir
  - Le logement, une question cruciale
  - Morlaix, solide cité médiévale

- Jean-Marie Asnar (Ludovic)
- Nicolas Robin (Yann)

#### Épisode 26:L'Enfant caché
- Thèmes :
  - Dissimilation, le silence de la honte
  - L'autisme, une maladie mystérieuse
  - Le Vaucluse, paysage contrasté

- Ludovic Joyet (Dorian)

#### Épisode 27:Personne m'aime
- Thèmes :
  - Mensonges et silences, une enfance floue
  - Suicide, les jeunes aussi
  - Draguignan, au cœur du Var

- Bruno Marengo (Cédric)

#### Épisode 28:Juliette et Roméo
- Thèmes :
  - Mère et fils, un duo unique
  - Racines familiales, quand le silence blesse
  - Pays basque, Biarritz, Bidart et la mer

- Enguerran Demeulenaere (David)
- Mehdi Ortelsberg (Sébastien)
- Delphine Zentout (Juliette)

#### Épisode 29:Le Choix de Théo
- Thèmes :
  - Sédentaires et nomades, une cohabitation difficile
  - L'intolérance, un risque quotidien
  - Puy-de-Dôme, la Bourboule, ville thermale

- Edgar Givry (Jacques)
- Mike-Andy Guillemin (Théo)
- Lory Pinhal (Flora)

### Saison 6 (2000 - 2001)

#### Épisode 30:Marine et Fabien
- Thèmes :
  - Parents au chômage, l'anxiété des enfants
  - Surendettement, la spirale infernale
  - Nord (59) Hauts-de-France

- Amandine Godechal : Marine
- Michael Philpott : Fabien
- Lætitia Reva : Isabelle Benard
- David Quertigniez : Pierre Benard
- Jean-Henri Compère : Marc Gilbert

#### Épisode 31:Ting Ting
- Thèmes :
  - Échanges culturels, une richesse fragile
  - La clandestinité, un problème de société
  - Banlieue parisienne, un patchwork d'univers

- Céline Zhu (Ting-Ting)
- Christopher Boyadji (Baptiste)
- Lionnel Astier (M. Pelissier)
- Marine Jolivet (Mme Pelissier)
- Gérard Loussine (Labro)

#### Épisode 32:Carnet de voyage: Madagascar
- Thèmes :
  - Père et fils, des relations complexes
  - Aide humanitaire, trouver la bonne distance
  - Madagascar, une île fascinante

- Arthur Clouzeau : Arthur
- Thierry Fortineau : Paul
- Malick Bowens : le vieux sage
- Haja Rakotoarisao : Solo
- Riana Ramanamihaja : l'institutrice

#### Épisode 33:La gifle
- Thèmes :
  - La violence, quand les mots font défaut
  - Parents absents, des enfants sans repères
  - Les Yvelines, un département contrasté

- Léa François : Steph
- Adrien Gallo : Raphi
- Yann Babilée : Brouillard
- Jennifer Covillaut : Julie

#### Épisode 34:L'Ange des vignes
- Thèmes :
  - Quand la maladie est grave, garder l'espoir
  - L'entourage du malade, entre peur et solidarité
  - Le cancer pédiatrique

- Guillaume Chaize : Mathieu
- Isabelle Habiague : Nelly
- Thierry Redler : Jacques
- Justine Berger : Pauline
- Eriq Ebouaney : Blaise

### Saison 7 (2001 - 2002)

#### Épisode 35:Terre battue
- Thèmes :
  - Transmission, tel père, telle fille ?
  - Sport de haut niveau, un quotidien exigeant
  - Alpes-Maritimes, la route du mimosa

- Alizé Cornet : Manon Paulin
- Jean-Marie Lamour : Jean-Claude Paulin
- Sabine Paturel : Juliette Paulin
- Lucas Bonnifait : Loïc Paulin
- Pierre Deny : Maloisel, le directeur de l'école
- Corinne Marchand : Françoise

#### Épisode 36:Le prix du mensonge
- Thèmes :

- Eugénie Dehaspe : Morgane
- Sabrina Leurquin : Agnès
- Danièle Denie : Catherine

#### Épisode 37:Aurélie
- Thèmes :
  - Handicap et école, des ajustements difficiles
  - L'hyperactivité, un syndrome méconnu
  - Poitou-Charentes, une nature foisonnante

- Marie Béraud : Aurélie
- Eric Bonicatto : Robert
- Mama Prassinos : Martine
- Suzanne Legrand : Muriel Charois, l'institutrice

#### Épisode 38:La Main dans la main
- Thèmes :
  - L'intolérance, un fléau du quotidien
  - Xénophobie, quand l'étranger fait peur
  - La Charente, terroirs et innovation

- Rémi Garros : Thomas
- Julien Ciais : Mathieu

### Saison 8 (2002 - 2003)

#### Épisode 39:Carnet de voyage terre d'avenir
- Thèmes :
  - Secrets de famille, lorsque la vérité ressurgit
  - Généalogie, des racines pour l'avenir
  - La Guyane, un royaume végétal

- Scénario : Gérard Klein
- Distribution :
  - Gérard Klein : Victor Novak
  - Valentin Lamy : Valentin

- Résumé

Victor Novak s'envole pour la Guyane en compagnie d'un groupe d'enfants de la DDASS, invités à assister au prochain décollage de la fusée Ariane. Un des enfants, Valentin, s'est mis en tête de retrouver la tombe de son arrière-grand-père. Il s'échappe et va seul voir les vestiges du bagne de Cayenne.

#### Épisode 40:L'Enfant dans les arbres
- Thèmes :
  - Prospérité et déclin, lorsque tout vacille
  - La vache folle, ruine et humiliation
  - La Haute-Loire, terre d'élevage

- Clément Chebli : Tom  Barrier
- Pierre-Marie Escourrou : Pierre
- Isabelle Bouysse : Sandrine Barrier
- Henri Sagols : Michel
- Jacques Zabor : Louis Gasquet
- Jean-Pierre Rochette : Jacky le vétérinaire

#### Épisode 41:La Passion selon Paulo
- Thèmes :
  - Autorité, la confiance avant tout
  - Fuguer, un appel à l'aide
  - Le Cantal, ses châteaux, sa gastronomie

- Thomas Sagols : Paulo
- Renaud Gallissian : Ludovic
- Elisa Servier : Françoise
- Anthony Dupray : Bob
- Héléna Soubeyrand : Dominique
- Mandiaye Ba : Momo
- Alban Ivanov : José

#### Épisode 42:Secrets
- Thèmes :

- Manon Emmenegger : Léa
- Fabio Fernandes : Julien
- Vanessa Larré : Françoise Ledoux
- Maxime Leroux : Raymond
- Catherine Rouvel : Geneviève Ledoux

### Saison 9 (2004)

#### Épisode 43:Adrien
- Thèmes :

- Renaud Gallissian : Adrien Danville
- Élodie Bollée : Pauline Danville
- Laure Duthilleul : L'Institutrice
- Emma Failly : Rose
- Victor Giraudeau : Xavier
- Anne Loiret : Solange Danville
- Jean-Pierre Michael : Christian Danville

#### Épisode 44:Privé d'école
- Thèmes :

- Anthony Munoz : Étienne
- Maurice Barrier : César
- Marie Chevalier : Catherine
- Xavier Deluc : Gilles
- Jeff : Guillaume
- Jeanne Mas : Isabelle
- Pierre Renverseau : Michel, le père de Garance
- Mathilde Vitry : La directrice, Mme Farges
- Jean Dell : Inspecteur académique

#### Épisode 45:Carnet de voyage la Tunisie
- Thèmes :

- Morgan Casanova : Gabriel/Djibril
- Catherine Bary : Camille Ben Achour
- Rafia Bel Hout : Djamillah
- Oumeyma Ben Afsia : Zahia
- Nour Ben Yousself : Nadia
- Jamila Chihi : Amina Keraoui
- Samia Jadda : Ourida, la directrice
- Olivier Loustau : Michel
- Hichem Rostom : Nabil Ben Achour

#### Épisode 46:Ma petite star
- Thèmes :

- Marine Brisset : Alexa
- Jérémy Sitbon : Juju
- Florence Thomassin : Clémentine
- Christiane Bopp : Mme Jeff
- Philippe Vieux : M. Jeff
- Cindy Colpaert : Jade
- Marie-Armelle Deguy : Fabienne
- Scali Delpeyrat : Marc